# مارك بولارد
مارك بولارد (بالإنجليزية: Mark Pollard)‏ هو سياسي بريطاني، ولد في 13 أكتوبر 1979. حزبياً، نشط في مستقل.